# Tomb Raider: The Angel of Darkness
Tomb Raider: The Angel of Darkness (в локализации Lara Croft Tomb Raider: Ангел Тьмы, встречается также наименование без имени главной героини и с порядковым номером VI) — шестая игра из серии Tomb Raider, разработанная британской студией Core Design и изданная Eidos Interactive в 2003 году для консоли PlayStation 2 и PC. Позже была портирована на Mac. В России русскоязычную версию игры распространяла компания «Новый Диск». Проект выполнен в жанре приключенческого боевика с ролевыми и стелс-элементами. Игровой процесс отметился такими нововведениями, как появление режима маскировки, системы улучшения навыков главной героини, а также возможности выбора реплик в диалогах с неигровыми персонажами.
Согласно основной сюжетной линии, Лару обвиняют в убийстве её прежнего наставника Вернера фон Кроя. Пытаясь разобраться в обстоятельствах его смерти, главная героиня отправляется в Европу, где ищет древние картины Обскура. Лара Крофт становится непосредственной участницей противостояния тайных сообществ, в центре которого — алхимик, желающий воскресить нефилима. Разработка игры сопровождалась многочисленными проблемами. На конечном продукте сказался переход на новую аппаратную систему PlayStation 2, а также желание руководителей проекта добавить в Tomb Raider свежие идеи, несвойственные серии. Пытаясь приурочить выход The Angel of Darkness к премьере второго фильма о расхитительнице гробниц, издатель существенно сократил сроки разработки и фактически выпустил незаконченную игру на рынок.
Игра подверглась широкой критике из-за большего количества ошибок, крайне неудобного управления, а также неработающих геймдизайнерских решений. Некоторые рецензенты посчитали The Angel of Darkness худшей в серии. Журналисты похвалили нуарный сюжет, графическое исполнение, правдоподобную физику и атмосферное музыкальное сопровождение. «Ангел Тьмы» разошёлся тиражом около 3 миллионов экземпляров, однако низкие продажи и разгромные рецензии способствовали тому, что права на франшизу перешли к Crystal Dynamics, ответственной за последующие части сериала.

## Игровой процесс
Согласно жанровой принадлежности The Angel of Darkness относится к приключенческим боевикам, а также сочетает в себе некоторые элементы RPG. Лара общается с неигровыми персонажами. Игрок выбирает реплики в диалогах, а сказанное влияет на непосредственное развитие событий. Неверный ответ может привести к смерти главной героини. Нагрубив мадам Карвиер Лара не получит дневник фон Кроя, что, впрочем, не помешает главной героине взять его самостоятельно, обыскав комнату. В проект также были добавлены стелс-механики. Так, Ларе доступен режим маскировки, позволяющий повалить противника на землю и оглушить его, тихо передвигаться, а также прислоняться к различным поверхностям и выглядывать из-за угла.
Крофт может взбираться по каменным выступам на стенах, лестницам, трубам и канатам, а также выполнять различные акробатические этюды:10-11. Игроку доступен инвентарь, в котором отображаются найденные предметы, в том числе лекарства, оружие, квестовые вещи и записная книжка. Дневник содержит в себе советы по прохождению, подсказки и напоминания:17. Для восполнения уровня здоровья в игре присутствуют аптечки, бинты, таблетки и плитки шоколада. Во второй половине игры, помимо Лары, в некоторых миссиях можно сыграть за иного игрового персонажа — Куртиса. Оба героя могут сражаться врукопашную:14. После смерти, противники мерцают и исчезают с уровня. Один из продюсеров игры, Майк Шмитт, на стадии разработки оценивал продолжительность Angel of Darkness приблизительно в 20-25 часов геймплея. Фактически игра могла быть пройдена за 10-15 часов.
В левом верхнем углу экрана отображается два индикатора — красный и жёлтый. Первый (англ. Health bar) обозначает количество здоровья, второй (англ. Breath bar/Grip bar) — усталость. После каждого движения, требующего силовых затрат, вроде хвата перекладины, полоса уменьшается. Первоначально её хватает примерно на 15 секунд:8. После её окончания Лара разжимает руки и падает. При наличии в помещении ядовитого газа, индикатор здоровья сменит цвет на зелёный, какое-то время будет мигать, а впоследствии — сокращаться:15. Если героиня плавает под водой, появляется дополнительная синяя шкала, отвечающая за запас кислорода. В игре используется валюта — евро. Найденные драгоценности, вроде ожерелья или античных дублонов, можно продать. Периодически героине также требуется улучшать свои характеристики. Данная механика сводится к необходимости передвижения «особого» ящика или открытия специальной двери, после чего Лара произносит фразу: «Теперь я достаточно сильная!». В этот момент в правом нижнем углу появляется голубой значок, напоминающий молнию. Улучшения позволяют персонажу дальше и выше прыгать:10, или быстрее бегать. Лара может стрелять из двух пистолетов одновременно только после использования чит-кодов.

## Сюжет
После очередной экспедиции Лара Крофт отправляется к своему наставнику, профессору Вернеру фон Крою (англ. Werner Von Croy). В ходе разговора он упоминает о существовании древних картин Обскура (с лат. — «Тёмный») и неизвестном заказчике. Неожиданно Лара теряет сознание. Очнувшись, она обнаруживает мёртвое тело фон Кроя. В здание проникает полиция, но протагонистка успевает убежать от служителей закона через окно. Лара направляется к мадам Карвер (фр. Margot Carvier), работнице Лувра, подруге её покойного наставника. Из разговора, Карвер узнает, что мисс Крофт не помнит обстоятельства смерти её товарища, и вызывает полицию. Из её квартиры Лара получает дневник фон Кроя и заблаговременно успевает скрыться до приезда полицейских.
Из дневника она узнает, что Вернер сотрудничал с преступником Луи Бушардом (фр. Louis Bouchard), который помогал ему в получении картин. Она отправляется на улицы Парижа, чтобы найти Луи. Из разговоров с местными жителями она узнает о серийном убийце Монструме. Пройдя на старое кладбище, героиня находит убежище преступника. После разговора с ним она получает необходимую информацию и Бушард просит её передать несколько паспортов некоему Ренну из ломбарда. Лара отправляется в городской ломбард, где при входе в него её настораживает подозрительный человек. Лара оставляет паспорта, после чего находит убитого Ренна и подпольное помещение с небольшим складом оружия. Позже включается бомба с таймером, но Лара благополучно успевает выбраться. Далее демонстрируется сцена, в которой можно наблюдать группу людей и некого алхимика Питера ван Экхардта (англ. Pieter Van Eckhardt), организовавших тайное общество Кабал и разыскивающего картины Обскура для оживления нефилима под именем «Спящий».
Лара отправляется в канализацию Лувра, чтобы скрытно пробраться внутрь музея. Она находит раскопки древних руин. Пробравшись внутрь, Лара обнаруживает комнату, в которой по кругу стоят статуи, одна из которых держит в руках четвёртую картину Обскура. Лара произносит заклинание на латыни, высеченное на табличке, тем самым вызвав древнего духа. Она выхватывает картину и возвращается в Лувр. Тем временем в музей врываются наёмники похитителя картин. Героиня пытается выбраться из музея, но её останавливает молодой человек по имени Куртис Трент (англ. Kurtis Trent), обладающий паранормальными способностями. Он является членом ордена Lux Veritatis и преследует алхимика из-за убийства своего отца. Куртис сбегает из музея, его пытается догнать Лара, но на улице она находит его без сознания, а затем её оглушает наёмник, который превращается в другого человека. Лара приходит в себя. Неожиданно появившийся Бушард довозит её до дома, где жил фон Крой. Лара осматривается в квартире и находит рисунки кровью на стене, а также вспоминает подробности рокового вечера и понимает, что человек, который убил фон Кроя, убил и Ренна в ломбарде. Через некоторое время в квартиру врывается киллер по прозвищу Чистильщик, которого послал Бушард. Она убивает его и отправляется в Прагу.
Лара попадает на место преступления, где убит торговец антиквариатом Василий, о чём она узнаёт от репортёра Ладдика (англ. Thomas Luddick). Ладдик обещает помочь ей попасть в охраняемую крепость мафии за определённую сумму. Лара пробирается в дом Василия и находит в подвале связанного Бушарда, который выдаёт ей информацию об Экхардте — том самом человеке, который заказал картины Обскура у фон Кроя и убил его. Оставив Бушарда, героиня возвращается в дом и находит скрытый ход в полу, ведущий к помещению, где Лара берёт гравюру Обскура — карту к последней из пяти картин. Возвратившись в дом Лара обнаруживает труп Луи в шкафу. Она выходит на улицу и вместе с Ладдиком добирается до крепости Страхов. Лара отключает электричество во всей крепости, попутно наблюдая как Экхардт убивает репортёра. Отключение питания поспособствовало освобождению искусственно созданного прототипа древнего существа, которое Экхардт задумал оживить при помощи пяти картин. Прототип убегает в канализацию, а Лара проходит в биоисследовательскую лабораторию. Пройдя через множество комнат с искусственно созданными растениями и животными, героиня вновь встречается с Куртисом Трентом.
Он предлагает ей подождать, пока он разберётся со сбежавшим прототипом. После этого уже Куртис проходит через изолятор, где находит и убивает его ритуальным кинжалом. Далее он решает объединиться с Ларой, чтобы помешать алхимику. Куртис хочет достать третий кинжал, которыми впоследствии нужно убить Экхардта, а Лара направляется в гидрокомплекс, из которого находит проход к Склепу Трофеев. Там она забирает последнюю картину Обскура и попадает обратно в крепость. По прибытии она обнаруживает, что Экхардт держит в заложниках Куртиса и требует от Лары картину. Крофт отдаёт её Экхардту в обмен на своего напарника. Экхардт выпускает Боаз — паукообразного монстра, который съел одну из членов Кабал, после чего они объединились в один организм. Куртис помогает Ларе выбраться и отдаёт ей два недостающих кинжала, а сам остаётся, чтобы убить Боаз. После недолгой схватки оставшаяся от монстра человекообразная бабочка со спины пронзает его крылом. Куртис успевает бросить своё оружие, которое отрубает Боаз голову.
Тем временем Лара проходит через древние руины и пещеры, после чего попадает в лабораторию Экхардта. Героиня приходит к месту приведения планов алхимика в жизнь — второй части лаборатории, где под потолком подвешено древнее существо высшей расы. Ларе удаётся вонзить в Экхардта все три ритуальных кинжала и забрать его перчатку, с помощью которой он хотел оживить монстра. Неожиданно появляется Йоахим Карел (англ. Joachim Karel) — якобы помощник Экхардта, который добивает его. Карел беседует с Ларой, рассказывает про то, что это он постоянно был везде, перевоплощаясь во многих знакомых ей персонажей, таких, как Бушард, Ладдик и Куртис. Но потом он показывает свой истинный облик и Лара замечает на его ладони рисунок — такой же, какой она видела на руке убийцы, когда лежала на полу в квартире фон Кроя. Как оказалось — это Карел убил его, перевоплотившись в Экхардта. Карел пытается убить Лару, но она успевает вонзить в него перчатку. Карел вместе с телом монстра погибают. Лара выходит из помещения, попадает в место противостояния с Боаз. В луже крови Крофт находит оружие Куртиса, и, забрав его, прихрамывая, уходит.

## Разработка и выпуск

### Концепция
Разработкой концепции новой игры занималась компания Core Design, а изданием — Eidos Interactive. В течение первых полутора лет, рабочим названием игры было Tomb Raider Next Gen (рус. «Расхитительница гробниц нового поколения»). Игра была задумана как продолжение классической дилогии. Сценаристы старались очеловечить главную героиню, добавив в качестве одной из целей Лары поиски собственного «я» и сделав сюжет нелинейным. Команда желала отойти от классической концепции серии, привнеся в неё новые элементы и сделав её гораздо более мрачной. Игрок в проекте должен был чувствовать, что это «большая игра», ориентированная на массовый рынок, в которой многое пересекается с первой частью сериала. Новая часть серии задумывалась как трилогия. «Ангелы Тьмы» находился в стадии разработки три года. Над игрой работало 85 человек, из которых только пятеро были женщинами, из-за чего руководство искало новых сотрудниц для тестирования проекта. Кампания проводила маркетинговые исследования, с целью определить новый сеттинг и историю для главной героини. Разработчики пытались получить объективное мнение на основе предыдущих частей сериала.
Адриан Смит, соучредитель компании и главный продюсер игры, говорил, что главная героиня не погибла после событий, описанных в «Последнем Откровении», а история The Angel of Darkness стартует через некоторое время после окончания The Last Revelation. События, происходящие в промежутке между играми были продуманы разработчиками, но в этом проекте было решено их не затрагивать. Повествование должно было быть максимально понятно для зрителя, «направлять игрока сквозь историю до самого финала». Руководство Core Design давно хотело ввести в серию нового играбельного персонажа. По словам разработчиков, в дуэте Лары и Куртиса, Крофт отвечает за ум, а Трент за силу: «Он гораздо более ориентирован на действия, чем Лара. Он тот, кто всегда на передовой и, вы знаете, Куртис сначала стреляет, а потом задаёт вопросы». Лару озвучивала Джонелл Эллиот (англ. Jonell Elliott), Куртиса — Эрик Лорен (англ. Eric Loren), Экхардта — Джосс Экленд. Эллиот описывала Лару как сильную, интеллектуальную женщину, склонную к авантюрам. «Мне понравилось озвучивать версию Лары в The Angel Of Darkness, так как она была мрачнее, жестче — почти как будто Лара стала злодейкой!» — говорила Джонелл.
Команде дизайнеров требовалось как придумать множество локаций, не связанных с текстурами песчаника, чтобы сделать графическую компоненту более реалистичной, в то же время не забывая о фантастических элементах, свойственных серии. Основной игровой дизайн был сформирован спустя три месяца после старта работ. Смит признавал, что гораздо проще было сделать идейно старый Tomb Raider с улучшенной графикой, но думал, что это вызовет недовольство у поклонников серии: «Мы разбили игру на три части, и каждая имеет свою неповторимую игровую механику. Всё то, что вы могли ожидать от традиционного Tomb Raider, будет показано во второй главе — забытые города, красивое окружение и прочее… Лара будет иметь возможность общаться с другими персонажами, и её игровые действия будут определять исход диалогов, и, соответственно, отношения с разными людьми. Мы очень хотели внедрить в игровой процесс этот элемент, обычно свойственный традиционным ролевым играм». Первая часть игры выбивалась из общего ряда за счет нестандартности той ситуации, в которую поставлена Лара. Ей, как известной исследовательнице, приходится очистить своё имя от обвинения в убийстве. Различные сценарии и стили прохождения игры должны были влиять на то, какое улучшение характеристик получит героиня. Прямолинейный игрок должен был видеть только 60 % от общего контента игры.

### Производственный процесс
По общему мнению, разработка шестой части серии была проблемной с самого старта работ. Опытные сотрудники занимались Tomb Raider: Chronicles, в то время как ответственность за «Ангел Тьмы» была возложена на новичков. В The Angel of Darkness был задействован новый игровой движок, работающий полностью с трехмерными моделями, отличающийся реалистичной геометрией и поддерживающий широкий спектр графических эффектов. Над его созданием трудилось семь человек на протяжении трёх лет. По выражению Адриана Смита: «Движок — это огромный шаг вперёд, по сравнению с тем, что было в прошлом». В игре присутствуют девять различных типов виртуальной камеры. Количество полигонов виртуальной модели Лары увеличилось с 500 до 5000. Невзирая на то, что на многих фотоматериалах Лара была изображена в чёрных солнцезащитных очках, в большинстве сцен у главной героини нет очков из-за нехватки мощностей движка. У протагонистки имеется порядка 150 анимаций различных движений. На стадии разработки Core Design не исключала возможность выхода игры на Xbox, но впоследствии отказалась от этой идеи. Одна и та же группа людей занималась созданием проекта как для персональных компьютеров, так и для приставки PlayStation 2. Между ними практически отсутствуют различия, кроме того, что PC-вариация обладает большим разрешением, вплоть до 1600х1200 пикселей. Игра поддерживает объёмный звук благодаря системе Pro Logic II.
The Angel of Darkness была первым проектом в серии, который разрабатывался для консоли PlayStation 2. Большинство программистов обладало только теоретическими знаниями для работы с приставкой, что создавало соответствующие сложности. Так, для дизайнеров уровней было выделено определённое количество памяти для построения локаций и только спустя год выяснилось, что возможный объём памяти на самом деле меньше в два раза. Поэтому карты были порезаны на более мелыкие фрагменты, чтобы удержаться в рамках технических ограничений. Создатели признавались, что это не было идеальным решением, но позволило сохранть общий дизайн уровней в неизменном виде. Сокращения коснулись уровня с улицами Парижа, а фрагмент со свалкой, на которой были расставлены выскодетализированные автомобили, убрали полностью (Лара должна была отправиться туда в поисках персонажа, который мог бы помочь ей попасть в канализацию). 
Наиболее сложным аспектом проектирования было достижение частоты кадров равной 60 в секунду. Одно время разработчики рассматривали возможность уменьшения этого показателя до 30 кадров. Представители Core Design впоследствии отмечали, что не стоило одновременно разрабатывать игру и технологии для неё. «Ангел Тьмы» стал одним из первых проектов, в котором используются пиксельные шейдеры версии 2.0. Из-за разработки Tomb Raider: Chronicles фактически был потерян целый год для производства The Angel of Darkness. К тому моменту, когда ведущий программист Ричард Мортон (англ. Richard Morton) присоединился к команде, были готовы только сюжет, модели персонажей и концепт-арт. Он считал, что на работе складывался классический пример гордыни и хвастовства инновационными функциями для прессы, в то время как художники и программисты должны были «не отставать от великого замысла». В игру пытались добавить идеи стелса из Metal Gear и Splinter Cell, взаимодействия с персонажами из Shenmue, улучшаемые способности из ролевых игр.
Дизайнеры сосредоточили действие в двух европейских городах — Париже и Праге. Париж, будучи городом с богатой историей, был выбран, так как ветка повествования сосредотачивается на поиске древних картин. Разработчикам показалось логичным вести его в «столице искусства». Прага была названа красивым поселением, приобретающим мировую известность и положительно влияющим на игровую атмосферу. Команда дизайнеров отправлялась на несколько дней в столицу Франции, чтобы подготовить фотоматериалы музеев, которые впоследствии использовались для создания концепт-арта и моделирования уровней. На раннем этапе разработки, к числу локаций также относились замок Крайглер в Германии и Каппадокия в Турции. В итоге воплотить эти уровни планировали в продолжении под названием The Lost Dominion (с англ. — «Потерянный Доминион»). Те эпизоды, действия которых должны были развовачиваться в Турции перенесли в евройпейские локации (в частости появление Нефилима). Сцены в ломбарде были вдохновлены фильмом «Враг государства».
В игре были использованы как кат-сцены на движке, так и FMV-ролики в соотношении 80 процентов к 20. Общая продолжительность роликов составляла 30 минут. Над ними работала команда аниматоров на протяжении 12 месяцев. Сюжет игры был вдохновлен сериалом «Секретные материалы». На эпичность повествования, базирующегося на идее антагониста-алхимика из XIV столетия, орудующего в современной Франции, повлиял кинематограф — в частности Дэвид Финчер и Люк Бессон. Тон истории позволил добавить изображению некоторую готичность, а также намёки на творчество Тима Бёртона. Писатель Мурти Шофилд (англ. Murti Schofield) занимался продюсированием игровых диалогов, а также проводил прослушивание на роли актёров озвучивания. Он создал основную сюжетную линию, характер персонажей, описал предысторию ключевых локаций и артефактов. Шофилд потратил много времени на изучение исторических аспектов тех концепций, о которых идёт речь в игре, в том числе использовал тексты на латыни.
Один из разработчиков, Джереми Хитсмит (англ. Jeremy Heath-Smith), гордился работой, несмотря на весь мучительный производственный процесс. Он считал, что игра была феноменальной и глубокой, но она так и не смогла раскрыть свой потенциал, главным образом из-за недостатков в системе управления. «Игрок потерял власть над персонажем. Существующая эмпатия с Ларой Крофт была разрушена». Руководство Eidos хотело, чтобы проект был связан с сиквелом картины «Лара Крофт: Расхитительница гробниц» с Анджелиной Джоли в главной роли и постоянно подгоняло Core Design со сроками разработки. Генеральный директор Eidos Майк Макгарви (англ. Mike McGarvey) ожидал, что игра извлечёт существенную пользу от маркетинга нового фильма. Раннее окончание работ повлияло на качество игры.
Для того, чтобы уложиться в срок, значительная часть The Angel of Darkness была сокращена — в том числе и объяснение, каким образом Лара пережила события, описанные в «Последнем откровении». Отсылки к картинам Obscure должны были повсюду встречаться в игре — именах, локациях, уликах. Фоновые истории персонажей были проработаны гораздо глубже, чем в итоге о них было рассказано в повествовании. Система прокачки должна была основываться на медитации Лары и открытии новых способностей благодаря амулету, который героине дала шаманка Путтая. Последняя должна была иметь немаловажное значение в событиях игры — к примеру она приходила во сне к Крофт в Париже, помогала забыть тревоги прошлого; также на её присутствие намекали вороны. Уровень обучения должен был проходить в святилище Путтай, сети пещер и туннелей в пустыне и она появлялась как призрачный талисман в ключевых моментах игры. К декабрю 2000 года основная часть истории была готова на 90 %. По сути из первоначального концепта были исключены начало и окончание проекта, а до релиза дошла только середина. Игра должна была быть в два раза длиннее, а её прохождение должно было занимать порядка 70 часов. 

Идея Куртиса как второго протагониста игры была значительно урезана. Шофилд говорил: 
Были вещи, которые настолько изувечили, что их финальный вариант выглядел как больной калека… Одним из примеров является диапазон способностей Куртиса. В конце концов он стал настолько истончённой, выхолощенной версией того персонажа, который планировался на ранних стадиях развития, что я чуть не плакал. Я действительно мог разрыдаться.»Оригинальный текст (англ.)There were things that got left so late that their final omission left the game badly crippled, and I mourn them. One example was the range of hero abilities planned for Kurtis. He ended up as such a thin, emasculated version of the character we planned in the early stages of development that I could have wept. I may actually have done so.
Предполагалось, что Трент станет героем самостоятельной франшизы — приквела событий The Angel of Darkness, повествующем о первых днях войны Lux Veritatis и Кабал; в качестве локаций разработчики хотели использовать нацистские секретные базы времен Второй мировой войны в Тибете и Антарктиде. Разработчики хотели придуать персонажа равного Ларе, который мог бы быть её возможным любовным интересом. Куртис должен был обладать экстрасенсорными способностями — психическими силами, с помощью которых он мог бы совершать внетелесные путешествия и манипулировать уровнями, например, пролетать через запертые двери, чтобы достичь мест, куда Лара не могла проникнуть. Многие из его способностей остались только в заставках в финальной версии игры, включая удаленное видение, телекинез и использование диска-клинка. Истинный размах его телекинеза мог бы простираться до манипуляции объектами, левитации и создания силовых полей. Многочисленные сокращения пагубно влияли на моральный дух команды, сюжет стал непоследовательным, а конечный продукт выглядел бессвязным. Игра кардинально перекраивалась восемь раз, до тех пор пока Sony не потребовала немедленного окончания работ. «Ангел Тьмы» появился в продаже летом 2003 года, за пять дней до начала проката «Колыбели жизни».

### Маркетинг
| Системные требования    | Системные требования                                    | Системные требования                                    |
| ----------------------- | ------------------------------------------------------- | ------------------------------------------------------- |
|                         | Минимальные                                             | Рекомендуемые                                           |
| Microsoft Windows       |                                                         |                                                         |
| ОС                      | Windows 95, 98, NT, XP, Vista, 7                        | Windows 95, 98, NT, XP, Vista, 7                        |
| ЦПУ                     | Pentium III 500 МГц                                     | Pentium 4 1.5 ГГц                                       |
| Объём ОЗУ               | 128 Мб                                                  | 512 Мб                                                  |
| Место на диске          | 300 Мб                                                  | 2 Гб                                                    |
| Информационный носитель | 2 CD                                                    | 2 CD                                                    |
| Видеокарта              | совместимое с DirectX 9 видеоустройство с памятью 16 МБ | совместимое с DirectX 9 видеоустройство с памятью 16 МБ |
| Звуковая плата          | совместимая с DirectX 9                                 | совместимая с DirectX 9                                 |
| Устройства ввода        | клавиатура, компьютерная мышь                           | клавиатура, компьютерная мышь                           |

Игра была официально анонсирована Eidos в марте 2002 года. Демонстрация проекта проходила на выставке Electronic Entertainment Expo. Стенд игры напоминал арку дворца Почётного легиона, освещенную прожекторами и украшенную изображениями Лары Крофт. Игру представляли один из руководителей Роб Дайер (англ. Rob Dyer), а также Пол Болдвин (англ. Paul Baldwin) и Адриан Смит. Каждый из них выступил с краткой речью, охарактеризовав основные особенности игры. На E3 были продемонстрированы два трейлера, несколько видеороликов, демонстрирующих концепт-арты, и небольшой фрагмент геймплея, смешанный с CG-видео. Тогда же был анонсирован второй играбельный персонаж — Куртис. В раннем билде игры было показано, как Лара перепрыгивает с балки на балку над лавовой рекой, в то время как каменные головы драконов извергают пар. В другой последовательности, героиня передвигалась на турниках, а также плавала под водой.
В августе 2002 года Tomb Raider была представлена на European Computer Trade Show в Лондоне. Профильной прессе была доступна сборка игры, законченная на 75 %. Игру также показывали на шоу Sony PlayStation Experience в Эрлс Корт. Один из представителей студии Core Design, впоследствии вспоминал, что это был мучительный опыт: «Это был худший уровень во всей игре». Проклиная игру, соучредитель студии Хитсмит пытались заставить Лару залезть на бункер. «Это было, по меньшей мере, необычное поведение на конференции покупателей». The Angel of Darkness также представляли на E3 2003. На выставке была показана новая локация — танцевальный клуб Serpent Rouge.
В 2003 году на официальном сайте было опубликовано документальное видео, продолжительностью в 8 минут, содержащее эксклюзивное интервью с ключевыми членами проекта. Также там были размещены обои для рабочего стола, электронные календари на 2003 год, скринсейвер, скины для Winamp и прочее. В качестве рекламной акции седьмого июля любая компания могла заказать себе стойку с игровой приставкой и шестой частью Tomb Raider бесплатно на целый день, при условии, что каждому сотруднику разрешалось сыграть в игру минимум пол часа. По игре было выпущено руководство от Prima Games, содержащее игровой арт, интервью с разработчиками, краткое досье на моделей Лары и историю появления игровой героини. Иллюстрации к игре также вошли в первый том сборника The Art Of Tomb Raider. Приквел, под названием «The Amulet of Power», сюжетно связанный с игрой The Last Revelation, был выпущен Random House Publishing Group в виде романа 2 декабря 2003 года. Автором выступил Майк Резник (англ. Mike Resnick):27. По мотивам «Ангела Тьмы» была выпущена настольная игра.
Официальной моделью Лары Крофт на этот раз стала двадцатилетняя нидерландка Джилл де Йонг (англ. Jill de Jong). Приглашению на роль Лары Крофт предшествовали несколько проб, проходивших при участии всего коллектива разработчиков. Core Design так охарактеризовали девушку: «Когда мы впервые увидели Джилл, то были обезоружены её привлекательностью». Сама Джилл, воплощая Лару, научилась технике некоторых боевых движений. Джилл говорила: «Я с трудом смогла заснуть за день до того, как узнала, что победила в отборе. Стать Ларой Крофт я хотела всегда. Но когда мне позвонили из компании Eidos, признаться, просто не могла поверить. Не отходя от телефона, я позвонила родителям и в агентство. К тому времени, как я пришла в себя, я уже мчалась на пробы». В ряде рекламных роликов снялась София Вергара.

### Релиз
Игра была выпущена после окончания ключевых сроков финансовой отчетности. Миллионы экземпляров шестой части серии уже были отпечатаны Sony, после того как в Tomb Raider была обнаружена критичная ошибка, приводящая к «зависанию». Руководство настаивало, чтобы проект был выпущен с багом. В итоге игра «ушла на золото» с ошибками. Впоследствии было выпущено три патча. Релиз шестой части серии для PlayStation 2 должен был состояться к Рождеству 15 ноября 2002 года, но он был перенесён на 25 февраля 2003 года. В январе разработчиками было объявлено, что игра вновь задержится — на этот раз до апреля. Впрочем, команда заверила, что отсрочки в выходе Tomb Raider позволят наладить игровой процесс. Позже релиз вновь был отодвинут до 20 июня. Финансовый директор Eidos Стюарт Круикшанк (англ. Stuart Cruickshank) выступил с официальным заявлением, что «Ангел Тьмы» вероятно вновь не появится к намеченному сроку. Тем не менее версия игры для PlayStation 2 всё же была выпущена запланированной датой в продажу на территории Северной Америки. Европейская версия игры не была утверждена Sony Computer Entertainment Europe из-за отклонения одной из пяти языковых модификаций для PAL-региона. По этой причине проект не мог своевременно выйти на европейский рынок, что повлекло за собой падение стоимости акций издателя на 10 %. В итоге продукт увидел свет 4 июля в Великобритании, в течение недели — в остальных странах Европы.
Версия для персональных компьютеров также должна была попасть на прилавки в июне, однако появилась только 1 июля 2003 года. Оформившие предзаказ The Angel of Darkness через сеть Electronics Boutique получали бонусный DVD, включающий коллекцию кинематографических роликов из прошлых частей сериала, телевизионную рекламу, профили персонажей, галерею моделей Лары Крофт и прочее. К бонусам, заказавшим Tomb Raider через ретейлера GameStop, относилась экшен-фигурка главной героини. В октябре 2003 года появились слухи о возможности появления игры на платформе Mac, которые вскоре подтвердила Aspyr Media Inc. Первоначально игра должна была выйти в декабре 2004 года. Позже было сообщено о технической ошибке, и что игру стоит ждать в январе того же года. Тем не менее порт «Ангела Тьмы» появился 1 декабря 2003 года. В 2004 году распространением шестой части серии также стала заниматься компания Diamond Multimedia. Игра появилась в Steam 28 ноября 2012 года наряду с предыдущими пятью проектами. Впоследствии, в 2014 году она вошла в антологию игр от Eidos. The Angel of Darkness, совместимый с Windows XP, Vista и 7, включающий в себя 9 обоев для рабочего стола, 47 аватаров, 215 набросков, мануал и видео о создании, также доступен в сервисе Good Old Games. На основе игры в ноябре 2006 года также был выпущен проект Tomb Raider: The Action Adventure в жанре интерактивного DVD.
В России игра была издана компанией «Новый Диск» и появилась на прилавках 16 февраля 2007 года. В течение первого месяца продаж распространялось также эксклюзивное издание The Angel of Darkness, выпущенное с дополнительным DVD-диском, содержащим документальный фильм «Создавая Ангела тьмы», фотографии, игровое шоу. Тираж данной версии поступал только в торговый дом «Новоарбатский» и интернет-магазин «Нового Диска». Игра вышла полностью на русском языке. Сам перевод отличался большим количеством ошибок. Так, в одной из сцен диалога Лары и Куртиса вместо фразы: «Это ты украл мою картину?», произносит: «Это ты украл мою квартиру?». Помимо прочего, в российскую версию игры были интегрированы плакаты, развешанные по улицам города, рекламирующие шоколадный батончик «Шок XXL». Указанной модификацией занимались компании Lowe Adventa, Zenith Optimedia и EnterMedia. В плакатах также было зашифровано кодовое слово, открывающее специальный раздел на официальном русскоязычном сайте.

### Наследие
The Angel of Darkness на момент релиза не достигла критичного показателя в виде двух миллионов проданных копий. За первый месяц продажи исчислялись 500 тысяч копий. В британском чарте продаж игра достигла шестого места и опустилась до тринадцатого на следующей неделе. Только в 2009 году Square Enix, ставшее владельцем Eidos, отчиталось, что тираж игры незначительно превысил указанный целевой показатель. Согласно сведениям газеты Metro, опубликованным в 2013 году, игра разошлась тиражом в 3 миллиона экземпляров. Историю The Angel of Darkness планировалось развивать и в дальнейшем ещё в порядка 3-4 игр. Каждая новая часть должна была появляться в ноябре в течение последующих четырёх лет. В рамках студии Core для этих целей должны были образовать две самостоятельные команды. Однако эта идея так и не была реализована. Дебют проекта был настолько плох, что права на франшизу перешли от Eidos к Crystal Dynamics. Позже разработчики признались, что их планы были чересчур амбициозны.
На волне критики Paramount Pictures обвинила разработчиков в том, что мрачность игры поспособствовала кассовому провалу фильма «Лара Крофт: Расхитительница гробниц. Колыбель жизни». Президент компании Уэйн Левеленн (англ. Wayne Lewellen) заявил: «Единственное, что я могу сказать, так это то, что игроки, которые относятся к нашей основной аудитории, не обрадовались последней версии игры Tomb Raider». Разработчики никак не прокомментировали обвинения Paramount. Сама Анджелина Джоли посчитала игру слишком сложной. После релиза Tomb Raider Джереми Хитсмит ушёл в отставку. Во время разработки следующей части сериала, Tomb Raider: Legend, разработчики максимально дистанцировались от шестой части серии, заявляя, что «ни одна строчка игры не пришла от Core» и называя The Angel of Darkness «ужасающей» и «наносящей вред франшизе». По прошествии десяти лет фанатским сообществом разрабатывалась HD версия игры, в которой улучшены текстуры, исправлены баги и проблемы с управлением, а также добавлены некоторые вырезанные фрагменты, которые были найдены в исходном коде проекта.
В 2022 году сценарист Мурти Шофилд выпустил анимационное видео на YouTube под названием Tomb Raider: The Myth of El Hawa, в котором раскрыл историю, происходившую между The Last Revelation и The Angel of Darkness. В клипе рассказывается о побеге Лары Крофт из храма Гора и её путешествии по Египту вместе с кочевым племенем Бантива. Лару вновь озвучила Джонелл Эллиот. The Angel of Darkness была переиздана как часть сборника Tomb Raider IV–VI Remastered — ремастера в высоком разрешении для Nintendo Switch, PlayStation 4, PlayStation 5, Windows, Xbox One и Xbox Series X/S. Он вышел 14 февраля 2025 г. и разрабатывался компанией Aspyr в партнерстве с Crystal Dynamics. Ремастер включает в себя новое управление и обновленную графику. Это издание игры содержало раннее вырезанные фрагменты. В частности Куртис может проецировать вокруг себя психический щит, стрелять из-за углов, пробираясь в скрытном режиме, бегать, как Лара и пользоваться Чиругаем. Также были восстановлены реплики героев, дающие больше контекста к сюжетному повестованию.

## Саундтрек

### Производство и выпуск
Саундтрек был написан двумя композиторами — Питером Конелли и Мартином Айвсоном. Они, будучи сотрудниками Core Design, работали над музыкой в течение 3 месяцев. Партитура была записана Лондонским симфоническим оркестром в студии Эбби-Роуд в Лондоне, в 2002 году. В записи принимала участие Джилл де Йонг в качестве «второго» дирижёра, «разогревая» 82 участников оркестра, являющихся профессиональными музыкантами. Питер Конелли заявлял: «Совместимость самой популярной героини в мире и самого лучшего оркестра бесспорна. Надо отдать должное звукозаписывающей компании Эбби-Роуд — она делает этот альянс по истине грандиозным». Конелли, несмотря на семилетний стаж работы в игровой индустрии, впервые руководил записью целого оркестра, в отличие от своего коллеги Айвсона. Конелли для темы Лары выбрал партии гобоя, флейты, арфы и английского рожка. Айвсон при написании музыки вдохновлялся джазом, андеграунд-хаусом, Шостаковичем, Стравинским, Уильямсом и Джоном Фризеллом.
Конелли отмечал, что переход музыкальных композиций в симфоническую и некую кинематографическую плоскость должен был случиться рано или поздно. Именно этот проект был естественным шагом для команды разработчиков, который позволил поднять планку качества. Питер также заметил, что он давно мечтал работать с оркестром. Обсуждая своё творчество он сказал, работа была выполнена удачно, несмотря что это был первый на его практике живой концерт, в котором было записано более 40 минут музыки менее чем за шесть часов. Запись и микширование производились через 72-канальный аппарат Neve VR Legend и фэйдер Neve Flying на цифровую кассету типа PCM-3348hr. Музыка — практически единственный аспект проекта, на который не оказали негативного влияния многочисленные сокращения игры.
Альбом Tomb Raider: The Angel of Darkness — The Official Soundtrack включал в себя 8 треков и был выпущен 1 января 2003 года. Саундтрек, распространявшийся в качестве промовложения под аранжировкой Питера Рейта, состоял из 30 треков. В качестве сингла 14 июля 2003 года состоялся релиз Angel of Darkness, состоящий из пяти композиций за авторством Алекса Кристенсена и Ясмин Кнок. В видеоклипе на песню «Das Boot» использовались видео-вставки из игры. Трек также являлся эксклюзивом немецкого издания. В апреле 2012 года Питер Конелли обнародовал саундтрек под названием Tomb Raider — Angel of Darkness — Original Abbey Road Mixes в свободном доступе на страничке в SoundCloud. В него вошли 33 композиции, куда попали не только заключительные версии треков, но и сырые наброски. Альбом также должен был попасть в специальное издание первой экранизации серии.

### Список композиций
| №  | Название                                          | Длительность |
| -- | ------------------------------------------------- | ------------ |
| 1. | «Paris 1 - The Accused»                           | 2:51         |
| 2. | «Prague - The Unseen Attacks»                     | 2:26         |
| 3. | «Tomb Raider: The Angel Of Darkness» (Main Theme) | 3:08         |
| 4. | «Paris 2 - Shadow Of The Monstrum»                | 1:34         |
| 5. | «By Moonlight»                                    | 3:00         |
| 6. | «Dance Of The Lux Veratatis»                      | 1:37         |
| 7. | «Paris 3 - The Duel»                              | 1:48         |
| 8. | «Boaz - Cabal Attack»                             | 2:21         |

| №   | Название                              | Длительность |
| --- | ------------------------------------- | ------------ |
| 1.  | «Angel Of Darkness»                   | 3:07         |
| 2.  | «Boaz - Cabal Attack»                 | 2:22         |
| 3.  | «By Moonlight»                        | 3:00         |
| 4.  | «Darkened Season 1 - Take 1»          | 3:00         |
| 5.  | «Darkened Season 1 - Take 2»          | 0:21         |
| 6.  | «Darkened Season 2 - Take 1»          | 0:23         |
| 7.  | «Darkened Season 2 - Take 2»          | 0:23         |
| 8.  | «Darkened Season 3 - Take 1»          | 0:38         |
| 9.  | «Darkened Season 3 - Take 2»          | 0:45         |
| 10. | «Flash Back»                          | 0:33         |
| 11. | «Infiltrating The Strahov»            | 2:37         |
| 12. | «Karel»                               | 2:12         |
| 13. | «Kurtis - Dance Of The Lux Veritatis» | 1:37         |
| 14. | «Looking Back - Take 1»               | 0:32         |
| 15. | «Looking Back - Take 2»               | 0:33         |
| 16. | «Looking Back Again»                  | 0:37         |
| 17. | «Paris Intro - FMV Movie Only»        | 1:16         |
| 18. | «Reading The Ghost»                   | 1:20         |
| 19. | «Shadow Of The Monstrum»              | 1:34         |
| 20. | «The Accused»                         | 2:51         |
| 21. | «The Cold»                            | 0:34         |
| 23. | «The Duel»                            | 1:48         |
| 24. | «The Finding»                         | 0:21         |
| 25. | «The Moment - Take 1»                 | 0:18         |
| 26. | «The Moment - Take 2»                 | 0:22         |
| 27. | «The One Mystery»                     | 1:01         |
| 28. | «The Sadness Within»                  | 0:36         |
| 29. | «The Search For Eckhardt»             | 4:09         |
| 30. | «The Unseen Attacks»                  | 2:26         |
| 31. | «Time For Change»                     | 0:47         |
| 32. | «Twisted Strings - Take 1»            | 0:32         |
| 33. | «Twisted Strings - Take 2»            | 0:40         |

## Критика
| Сводный рейтинг       | Сводный рейтинг | Сводный рейтинг |
| Издание               | Оценка          | Оценка          |
| Издание               | PC              | PS2             |
| --------------------- | --------------- | --------------- |
| GameRankings          | 55,91 %         | 56,18 %         |
| Metacritic            | 49/100          | 52/100          |
| Иноязычные издания    |                 |                 |
| Издание               | Оценка          | Оценка          |
| Издание               | PC              | PS2             |
| 1UP.com               | N/A             | C               |
| AllGame               | [ 1 ]           | N/A             |
| Eurogamer             | N/A             | 4/10            |
| GameSpot              | N/A             | 6,5/10          |
| GameSpy               | [ 24 ]          | N/A             |
| IGN                   | 5,3/10          | N/A             |
| PC Zone               | 6,8/10          | N/A             |
| Русскоязычные издания |                 |                 |
| Издание               | Оценка          | Оценка          |
| Издание               | PC              | PS2             |
| Absolute Games        | 50/100 %        | N/A             |
| «Домашний ПК»         | [ 25 ]          | N/A             |
| «Игромания»           | 7,0/10          | N/A             |
| «НИМ»                 | 6,8/10          | N/A             |
| «Страна игр»          | 6,5/10          | 6,5/10          |

Популярность Лары Крофт как игровой героини достигла низшей точки после выпуска Tomb Raider: The Angel of Darkness и появления разгромных критических рецензий. Некоторые обозреватели считали «Ангел Тьмы» худшей игрой в серии, провальным фиаско от Core Design и отказывались называть её полноценной частью Tomb Raider. Рейтинг игры для персональных компьютеров на агрегаторе Metacritic находится в красной зоне и составляет 49 баллов из 100. Из задействованных рецензий 11 выражают смешанное отношение рецензентов к игре, и 7 — негативное. Версия для консоли PlayStation 2 была оценена не намного выше — 52 балла из 100. Данные были выведены на основе 37 обзоров, из которых — 6 позитивных, 16 — смешанных и 15 отрицательных. Сходная статистика опубликована и на сайте Game Rankings — 55,91 % для PC и 56,18 % для PS2. Игра вошла в список «Люблю и ненавижу: десятка игр, мнения о которых разделились», составленный британским журналом Computer and Video Games, в котором была освещена полярность в суждениях прессы и игроков. Так, ресурс Play Magazine отметил игру оценкой 83/100, в то время как GameSpy поставил 1/5, посчитав её претендентом на худшую игру года. Проект, по сути, стал первой «перезагрузкой» серии.
Сюжет игры напоминал некоторым обозревателям произведения Дэна Брауна. История выглядит как лоскутное одеяло из серийных убийств, чёрной магии, библейских нефилимов, и содержит в себе элементы альтернативной истории с небольшой примесью археологического триллера. Некоторые критики считали повествование «лихим», но запутанным, отмечая фантазию сценариста, разместившего призрака под Парижем, нелюдей в психиатрической больнице и плотоядные растения в биолаборатории. Положительно была воспринята атмосфера нуара с апокалептической манерой подачи материала. Философская фабула проекта ставит перед игроком риторический вопрос: что важнее — безопасность целого мира или жизнь конкретного индивидуума. Сюжет, наполненный сектантами и оккультизмом, стал более зрелым и чем-то напоминал стилистику Max Payne. Обозреватель Eurogamer Кристан Рид счел, что сценарий, которому было уделено большое количество внимания, был на голову выше других игр подобного толка. Дуглас Перри, сотрудник IGN, писал, что с каждой заставкой раскрывается тайна истории; убедительный рассказ основан на интригующих и интересных поворотах. Впрочем были отмечены и некоторые сюжетные глупости. Так Лара будет доказывать свою невиновность в смерти Вернера фон Кроя, при этом фактически перебив всю охрану Лувра. В целом повествование было оценено положительно.
Обозреватели отметили, что если тело модели Лары существенно не поменялось, то наибольшие изменения коснулись лица. Взгляд стал выглядеть более злым и отстранённым, возможно из-за тёмной подводки век. Одета героиня в короткую куртку, чёрную футболку и выцветшие джинсы, в некоторых локациях — тёмно-зелёные камуфляжные шорты или гидрокостюм. Лицо Лары стало более узким, глаза остались широкими, а губы — большими. В её внешнем виде преобладают готичные черты. Понравился обозревателям и игровой саундтрек. Его называли «восхитительным». У обозревателей возникало желание его слушать «снова и снова». Музыка создавала атмосферу на протяжении всей игры. Партитура задаёт зловещий тон каждой последовательности геймплея.
Единодушно игровые журналисты согласились в том, что в игре крайне неудобное управление. Матвей Кумби, обозреватель от журнала «Игромания», писал: «Лара спотыкается на каждом шагу, задевает мускулистыми бедрами за углы, по десять секунд разворачивается на одном месте и очень неохотно слушается команд игрока. Процесс спуска по лестнице превращается в сущее мучение, альпинистские подъёмы по увитой плющом стене оборачиваются изощренной пыткой, а уж перестрелки так и вовсе со стороны напоминают дикие шаманские пляски. Мисс Крофт банально „тормознута“: все, о чём бы вы её ни попросили, она выполнит с задержкой от одной до нескольких секунд». Игорь Сонин, критик «Страны игр», отмечал, что Лара Крофт движется крайне медленно, ей требуется время как для разбега, так и выполнения прыжка. Причем собственно прыжок может быть либо на месте, либо в полную силу — промежуточные стадии отсутствуют, остановиться в полёте также нельзя. При наличии пропасти это обрекает игрока на «вечные промахи и бесконечно долгое созерцание экрана загрузки». Чтобы забраться на лестницу требуется аккуратно встать на нижнюю ступеньку, и нормально перемещаться можно только строго по прямой. «Госпожа Крофт вновь повернулась не в ту сторону/впала в истерику на лестнице/сделала шаг вместо прыжка, повторите кражу Джоконды из Лувра в сто пятнадцатый раз. Спасибо». Куртис фактически ничем не отличается от Лары — его появление обусловлено чисто косметическим изменением.
Многие обозреватели обратили внимание и на большое количество ошибок. Так на уровнях встречались патроны для дробовика, однако сам дробовик появился только вместе с патчем. Периодически камера могла пролететь внутрь модели Лары и отрезать пол лица NPC. Также баги сводились к непропорционально растянутым текстурам руки у наёмника, превращению музыкальных композиций в фоновый шум, выцветанию текстур, прохождению сквозь стены, исчезновению модели Лары с уровня, выпадающим полигонам, просачиванию света сквозь плотные объекты, резкому падению кадровой частоты при высоких разрешениях, застреванию в текстурах, невозможности воспроизведения роликов. Игра отказывалась запускаться на системах Win98/Me и Win2k, а также постоянно «вылетала». Компьютерная мышь не работает в игровом меню. Игровое руководство содержит ошибки, игра ни разу не говорит о возможности смены ориентирования камеры. По выражению Виктора Тарасова, рецензента сайта Gameland: «Глюки. Это отдельная, самостоятельная часть Tomb Raider». Порой кинематографичность камеры мешает ориентированию. Неудачным был и отказ от системы автосохранения, поскольку сохранение игры в любом месте зачастую могло привести к гибели героини и необходимости перезагрузки на середине уровня.
Игровой процесс также не получил лестных оценок прессы. Сказывались проблемы ориентирования на местности. Квестовый элемент поверхностен, хоть и придаёт геймплею налёт нелинейности. Это нововведение не даёт особой свободы действия и разветвлённости сюжету. Некоторым критикам не понравились неторопливые «беседы с бомжами и проститутками» и долгие загрузки уровней. Негативно были встречены ограничительные геймдизайнерские условности — появление полоски усталости. Систему прокачки называли «просто издевательством». Передвижение сюжетных предметов причисляли к головоломке уровня «Для умственно отсталых» и называли смехотворным. Механика, основанная на поиске случайных игровых объектов — безнадёжна. Жалоба Лары на недостаток сил будет звучать каждый раз, когда игрок будет пытаться добиться реального прогресса. Игровые задачи, связанные с манипуляциями с игровыми объектами и нажатием рычагов типичны для серии. Записная книжка не аннотирована, поэтому для поиска нужной информации требуется листать все, уже виденные, страницы. Наличие игровой валюты вызывало недоумение, поскольку полученные деньги практически некуда тратить. По внешнему виду текстур порой нельзя понять, можно ли по ним взбираться, что заставляет «буквально потыкать Лару носом во все стены». Стелс-режим оказался ненужным из-за глупого поведения противников. Эту деталь игрового процесса характеризовали как глупое подражание Солиду Снейку. Исчезающие противники непростительны для жанра.
Графическое исполнение удостоилось похвалы некоторых журналистов. Неприветливые улочки Парижа и Праги получились по-нуарному стильными. Текстуры и спецэффекты скрасили неприглядные урбанистические пейзажи. Красиво выглядело и убранство внутренних помещений, обогащённых большим количеством деталей. Графика соответствовала веяниям компьютерно-приставочной моды — критики отметили реалистичные тени, отражения, блики, динамичное освещение и потрясающую анимацию. Положительно была воспринята и правдоподобная физика «тряпичной куклы». Дизайн уровней получил смешанную оценку — начало игры походило на адреналиновый аттракцион. Однако в некоторых картах отсутствовала логика. Владимир Горячев, обозреватель сайта Absolute Games писал, что для того, чтобы выйти из убежища босса мафии Бушарда требуется, цепляясь за кусок потолка, залезть на второй этаж канализации и дёрнуть рычаг, чтобы открыть дверь, после чего «задуматься над вопросом, каким образом босс выбирается на поверхность, если все остальные подходы к его укрытию кишат бешеными крысами и требуют навыков мирового чемпиона по лёгкой атлетике?». Вторая половина игры визуализирована хуже, главным образом из-за сниженного качества текстур, а также противоречия моделей и окружения.